# 涩荠
涩荠（学名：Malcolmia africana）为十字花科涩荠属下的一个种。其种加词“africana”意为“非洲的”。